# محطة تبادل

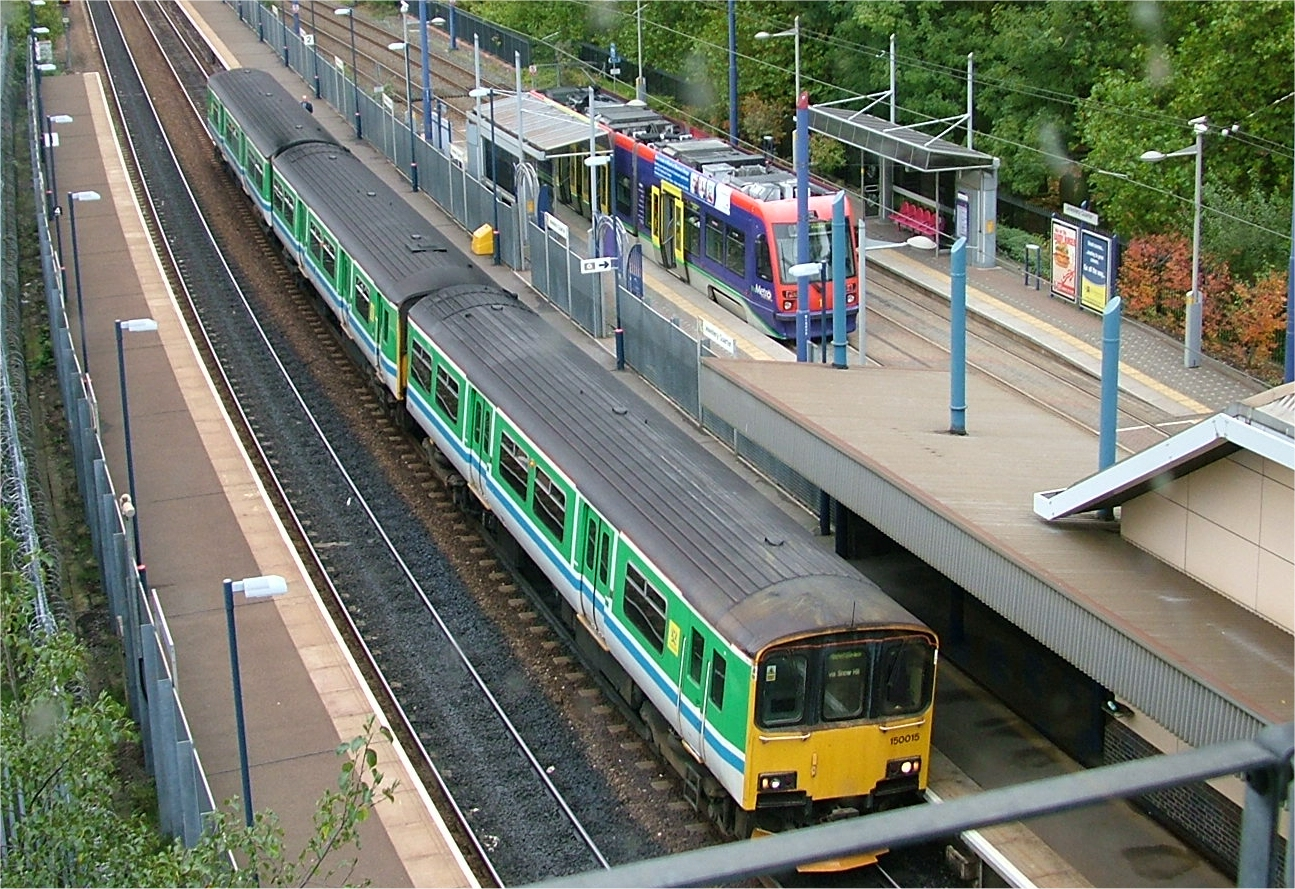
تبادل ترام / قطار في برمنغهام ، المملكة المتحدة.

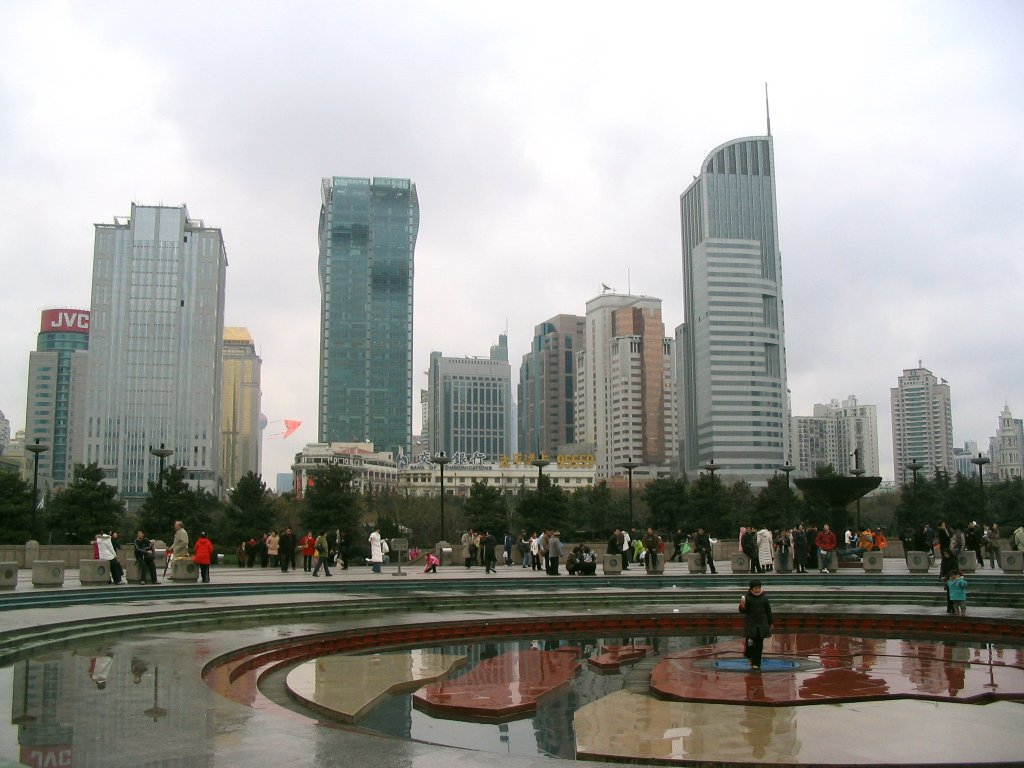
ساحة الشعب ، محطة نقل مترو شنغهاي

محطة التبادل أو التبادلية (في مصر) أو محطة التقابل  أو محطة الترابط أو الترابطية (في تونس) محطة تربط بين عدة خطوط (قطار أو مترو أو حافلات أو نحو ذلك) في شبكة النقل العام، ويمكن للركاب أن يبدل من خط إلى آخر بسهولة، غالبًا دون الحاجة إلى مغادرة محطة أو دفع أجرة إضافية.
قد يحدث النقل في نفس الوضع ، أو بين أوضاع السكك الحديدية ، أو إلى الحافلات (للمحطات التي تعلق محطة الحافلات ). عادة ما يكون لهذه المحطات منصات أكثر من محطات مسار واحدة. يمكن أن توجد هذه المحطات في المراكز التجارية أو في ضواحي المدينة في المناطق السكنية. تخطط المدن عادة لاستخدام الأراضي حول محطات التبادل من أجل التنمية قد يُطلب من المسافرين دفع أجرة إضافية للتبادل إذا غادروا منطقة مدفوعة .